# Michael Taylor
Michael Taylor (Ossett, 21 de setembro de 1944) é um criminoso inglês. Tornou-se notável em 1974 como resultado do caso de assassinato Osset e sua suposta possessão demoníaca na Inglaterra.

## Os fatos do caso

### Início
Em 1974, na cidade de Osset, Marie Robinson foi capaz de fazer Michael Taylor falar em línguas nas reuniões do Grupo Cristão Fellowship, mas os eventos começaram a dar errado quando sua mulher, Christine Taylor, expressou suspeitas em uma reunião que seu relacionamento com Robinson era mais carnal do que no início parecia. De repente, Taylor explicou mais tarde, que parecia que ele e Robinson estavam nus. "Eu me senti mal dentro de mim", disse ele. "Eu lutei contra - mas ele me superou e eu tinha procurado o conhecimento de mim mesmo e do meu ser nesta terra e ela tentou dar-me, mas esse não é o caminho". O resultado foi uma série de encontros violentos.

### Possessão
Taylor atacou primeiro fisicamente Robinson em uma espécie de raiva carismática. "Eu não sei o que dizer", ela lembrou. "Comecei falando em uma língua ... Mike também gritou para mim em uma língua. Nós apenas gritamos um para o outro." Fisicamente contido, Taylor foi acalmado e recebeu a absolvição na próxima reunião do grupo, no entanto, o seu comportamento continuou a tornar-se mais errático. Como resultado, o vigário local foi chamado com outras ministros experientes na libertação, em preparação para expulsar os demônios que residem dentro do homem.

### Exorcismo
O exorcismo, que ocorreu em 5-6 de outubro 1974 na Igreja de St. Tamisa em Barnsley, foi dirigido pelo Padre Peter Vincent, um padre anglicano de St. Thomas em Gawber, e foi ajudado por um clérigo metodista, o Rev. Raymond Smith. De acordo com Bill Ellis, uma autoridade em folclore e do ocultismo na cultura contemporânea, os exorcistas acreditavam que eles tinham: "Em uma cerimônia durante toda a noite... invocado e expulsado pelo menos quarenta demônios, incluindo aqueles de incesto, a bestialidade, a blasfêmia e a lascívia. No final, exaustos, eles permitiram que Taylor fosse para casa, apesar de acharem que pelo menos três demônios – loucura, assassinato e violência foram ainda deixados nele."

### Assassinato
Quando chegou em casa, Michael Taylor assassinou sua esposa Christine, rasgando seu rosto com as mãos nuas, ele também estrangulou a sua poodle. Ele foi encontrado por um policial, nu na rua, coberto de sangue. Em seu julgamento, em março, Taylor foi absolvido por razões de insanidade. A natureza bizarra do caso atraiu muita publicidade.